# Sommereux
Sommereux är en kommun i departementet Oise i regionen Hauts-de-France i norra Frankrike. Kommunen ligger i kantonen Grandvilliers som tillhör arrondissementet Beauvais. År 2022 hade Sommereux 480 invånare.

## Befolkningsutveckling
Antalet invånare i kommunen Sommereux
| Referens: INSEE |